# Панфилов, Дмитрий Степанович
Дми́трий Степа́нович Панфи́лов (род. 12 апреля 1962 года, Ленинград) — советский поэт-песенник, музыкант, киноактёр, детский писатель.

## Биография
Родился в семье филологов (мать — преподаватель русского языка и литературы, отец — переводчик финского языка). Окончил училище им. М. П. Мусоргского и Ленинградскую консерваторию по классу скрипка.
В 1990-е годы — директор Продюсерского центра в концерне «Емец».
Женат, имеет двоих детей. Живёт и работает в Санкт-Петербурге.

## Творчество
В 1989 году в соавторстве с композитором Дмитрием Павловым написал песню «Танго», которая была исполнена Софией Ротару и прозвучала в финале конкурса Песня-89. В сотрудничестве с композитором Игорем Крестовским записал с Эдитой Пьехой песню «Ничего» («Голубой Огонёк»-1991).
Создал песни «Тихоня», «Иди, куда идёшь…», «Мой любимый упрямец», вошедшие в альбом «Десять трудных дорог» Е.Семёновой. Для Александра Айвазова написал песни «Танцуй со мной» (композитор Игорь Крестовский) и «Инопланетянка Инна» (композитор Александр Клевицкий), для Татьяны Булановой — песни «Белый пароход», «Двадцать пять гвоздик», «Я так тебя ждала», «Закрыв глаза», «В моём кино».
В 1993 году сыграл роль скрипача в фильме «Русская невеста».
В 1995 году песня Дмитрия Панфилова «Моя малышка» была исполнена группой «На-На» в финале Песни года.
Для группы «Отпетые мошенники» Дмитрием Панфиловым создана песня «Люби меня, люби!». Песня стала общенародным хитом и ее перепели разные исполнители, среди которых можно отметить Гречку и других… Новый проект продюсера Евгения Орлова Smash!!! получил песню «Молитва», с которой группа победила в конкурсе «Золотой граммофон». В соавторстве с композитором Игорем Крестовским для Николая Баскова создана песня «Моя любимая, моя ранимая».
Для Юрия Гальцева автор создал стихи, пронизанные добрым юмором, на которые композитор Владимир Баскин написал песню «Чудак». К 300-летию Санкт-Петербурга Дмитрием Панфиловым в соавторстве с композитором Игорем Крестовским создан гимн, который записал Даниил Штода, солист Мариинского театра оперы и балета.
В 2022 году издательство «Delibri» выпустило его книгу детских рассказов под названием «Клубничная акула».

### Избранные песни
- «Танго» исп. София Ротару
- «Ничего» исп. Эдита Пьеха
- «Ерофеич» исп. Илона Броневицкая
- «Крапива-лебеда» исп. Наталья Пушкова
- «Милая девочка» исп. Юрий Охочинский
- «Последний автобус» исп. Диана Шагаева
- «Зависть» исп. Лариса Долина
- «Ночной полёт» исп. Анатолий Тукиш
- «Моя малышка» исп. группа «На-На»
- «Тихоня» исп. Екатерина Семёнова
- «Чудак» исп. Юрий Гальцев
- «Санкт-Петербург» исп. Филипп Киркоров
- «Моя любимая» исп. Николай Басков

### Композиторы — соавторы
- Игорь Яковлевич Крутой
- Жан Татлян
- Игорь Антонович Крестовский
- Владимир Моисеевич Баскин
- Виктор Яковлевич Дробыш
- Владимир Сайко
- Александр Морозов
- Анатолий Владимирович Кальварский
- Евгений Петрович Орлов
- Денис Ильич Клявер
- Сергей Владимирович Березин
- Николай Николаевич Тагрин
- Дмитрий Александрович Павлов
- Екатерина Леонидовна Семёнова
- Владимир Константинович Густов